# 서울 애니메이션 센터

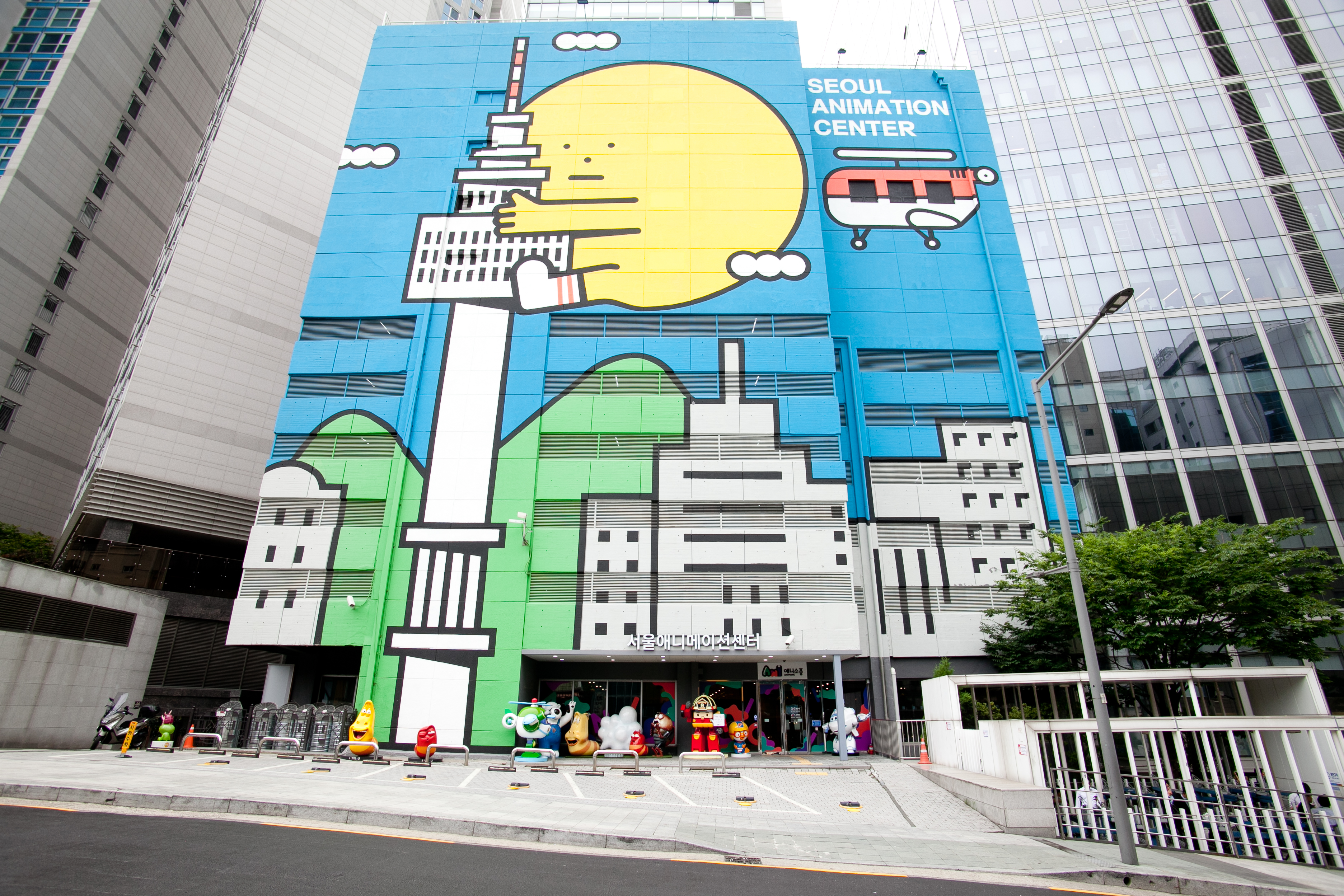
서울애니메이션센터

서울애니메이션센터는 대한민국의 만화·애니메이션·캐릭터 산업 육성을 위해 서울특별시가 남산 북쪽 KBS 라디오별관 건물에 조성한 시설로, 서울특별시 중구 소파로 126 (예장동)에 위치했었다. 2019년 구 서울애니메이션센터 건물이 재건축에 들어가면서 소공로 쪽 우리금융디지털타워 (서울시 중구 소공로 48)로 이전 운영하였다. 운영기관은 서울산업진흥원(구.서울산업통상진흥원)이었다.
1800평(약 6천m2)의 부지에 건평 1400여 평(약 4800m2)의 4층 건물로, 지원실, 정보실, 전용 상영관, 전시실 등을 갖추어 1999년 5월에 개관하였다. 연중 전시회를 열고 애니메이션을 상영하며, 만화와 애니메이션에 관련된 교육 프로그램을 운영하고, 제작을 지원하기도 했다.
2024년 3월 31일, 임대료와 운영비 상승, 사업 전환 필요성을 이유로 운영 중단 결정이 내려졌다. 서울애니메이션센터에서 소장 중이던 만화 자료 가운데 중요 도서 4~5000여권은 2027년 남산 인근에 건설될 서울창조산업허브의 '카툰 라이브러리'로 옮겨질 예정이나, 한국 만화 전용시설로 운영될 예정은 아닌 만큼 '만화 도서관'으로서의 독립 시설 형태는 아닐 것으로 전망된다. 나머지 자료 20,000여 권은 서울시 청소년 관련 시설에 기증, 혹은 플리마켓 등을 통해 일반에 나눔, 판매될 예정이다.

## 시설
2019년 옛 서울애니메이션센터 건물 (서울시 중구 소파로 130,126)이 재건축에 들어가면서, 우리금융디지털타워(서울시 중구 소공로 48)를 임차해 대체공간을 운영하였다. 대체공간은 1,2층으로 이뤄져 있는데, 1층은 기존 센터에도 있던 만화도서관 공간인 '만화의집'이고, 2층은 국내 대표 캐릭터 업체들이 참여한 캐릭터 체험 공간 '애니소풍'이다.
운영시간은 오전 10시부터 오후 6시까지였으며, 월요일과 기타 센터 지정일은 휴관일이었다.

### 만화의 집
1층에 위치한 만화책과 애니메이션 관련 서적 30,000여권을 무료로 열람할 수 있는 공간으로, 1층과 1.5층 복층으로 이뤄져 있다. 작은극장과 영상 관람석에서 영상 자료를 볼 수 있고, 갤러리 공간을 활용해 기획전시를 열기도 한다. 요금은 무료였다.
2024년 센터 운영중단 이후 이곳에 소장되어 있던 서적들 가운데 보존가치가 있는 서적 4~5000여권은 2027년 건설될 서울창조산업허브의 '카툰 라이브러리'로 이관되며, 나머지 서적들은 관련 기관에 기증 혹은 민간에 나눔, 판매될 예정이다.

### 애니소풍
국내 대표 캐릭터 기업들이 참여해 조성한 캐릭터 체험 공간으로 뽀로로, 타요, 슈퍼윙스, 터닝메카드 등의 캐릭터를 만날 수 있는 공간이었다. 요금은 성인 4,000원, 어린이 6,000원이었다.

## 같이 보기
- 재미로
- 서울 국제 만화 애니메이션 페스티벌